# Les Témoins (film, 2007)
Pour les articles homonymes, voir Les Témoins.
Pour plus de détails, voir Fiche technique et Distribution.
Les Témoins est un  film dramatique français réalisé par André Téchiné, sorti le 7 mars 2007.

## Synopsis
Manu, jeune Ariégeois homosexuel, monte à Paris en 1984, pour trouver du travail. Il habite au début dans un petit hôtel miteux avec sa sœur qui rêve de devenir cantatrice. Il croise un médecin homosexuel, Adrien, qui le prend sous son aile entamant ainsi une amitié platonique et le présente à une amie qui écrit des livres pour enfants, Sarah. Elle vient elle-même d'avoir un enfant premier-né malgré son peu d'instinct maternel. Elle est mariée à un policier, Mehdi d'origine nord-africaine. Petit à petit Manu va bouleverser leur vie, mettant à nu sans le savoir le désir de chacun. Adrien, Sarah et Mehdi et Manu se retrouvent invités en vacances dans les calanques de Marseille. Manu et Mehdi y entament une liaison secrète et sans engagement affectif. Lorsque Manu avoue plus tard cette liaison à Adrien, celui-ci le prend très mal et frappe Manu. Il découvre alors que ce dernier a des boutons sur la peau. La découverte du virus de l'immunodéficience humaine (VIH), responsable de l'épidémie de sida, joue alors un rôle important dans le scénario. Adrien va s'engager dans la lutte médicale pour lutter contre cette maladie qui n'en est alors qu'à ses débuts. Manu qui travaille comme cuisinier songe au suicide et se confie à Mehdi, la suite va s'enchaîner mettant chacun devant sa vérité.

## Fiche technique
- Titre : Les Témoins
- Réalisation : André Téchiné
- Scénario, adaptation et dialogue :  André Téchiné,  Laurent Guyot, Viviane Zingg
d'après une idée originale de Michel Canesi et Jamil Rahmani
- Photographie : Julien Hirsch
- Son : Jean-Paul Mugel
- Costumes : Khadija Zeggaï
- Décors : Michèle Abbé
- Musique : Philippe Sarde
- Montage : Martine Giordano
- Production  : Saïd Ben Saïd
- Directeur de production : Yvon Crenn
- Sociétés de production : UGC, SBS Films ; coproduction : France 2 Cinéma, Soficinéma 2 & 3, Sofica UGC 1, Canal+, TPS Star
- Pays d'origine :  France
- Format : couleur - 35 mm - Cinémascope
- Genre : drame
- Durée : 112 minutes
- Dates de sortie : Allemagne : 12 février 2007 (Festival international du film de Berlin) ; France : 7 mars 2007

## Distribution
- Michel Blanc : Adrien
- Emmanuelle Béart : Sarah
- Sami Bouajila : Mehdi
- Julie Depardieu : Julie
- Johan Libéreau : Manu
- Constance Dollé : Sandra
- Lorenzo Balducci : Steve

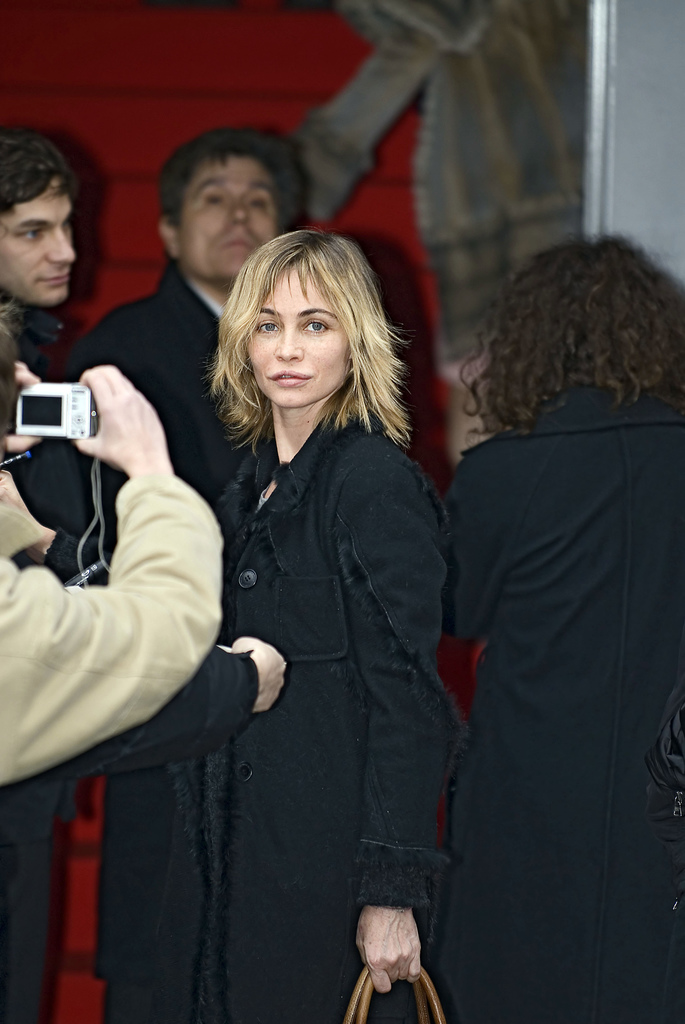
L'actrice Emmanuelle Béart à la Berlinale 2007, pour la présentation du film.

- Raphaëline Goupilleau : la mère de Julie et Manu
- Bertrand Soulier : le médecin 1
- Jacques Nolot : le patron de l'hôtel
- Xavier Beauvois : l'éditeur
- Jean-Marie Besset : l'assistant du théâtre
- Maïa Simon : la mère de Sarah
- Gilbert Désveaux : le médecin 2
- Alain Cauchi :  Sheriff
- David Barbas : le collègue de Mehdi
- Satya Dusaugey : jeune homme au parc
- Maria Blanchet : l'infirmière

## Musique
- L'air de Barberine des Noces de Figaro a été enregistré en mars 2006 à l'Auditorium de Dijon. Chef d'orchestre : Dominique Trottein. Soliste : Anne-Sophie Domergue.
- Don't Forget The Nite, Marcia Baïla, Restez avec moi par Les Rita Mitsouko
- I'm a Lover par Andrea.
- Docteur Miracle par Johan Libéreau.
- Foà (Di due rai languir costante), L'Orlando finto pazzo (Qual favellar?... Anderò, volerò, griderò) de Vivaldi, interprété par Cecilia Bartoli et Il Giardino Armonico sous la direction d'Antonio Giovanni

## Distinctions

### Récompense
- 2008 : César du meilleur acteur dans un second rôle pour Sami Bouajila

### Sélection
- 2007 : Sélection officielle lors de la 57e Berlinale

## Analyse

### Anachronismes
- Plusieurs détails dans le champ de la caméra sont postérieurs aux dates des séquences du film. Par exemple :
  - Le logo de l'agence Crédit Lyonnais dans une scène de rue est contemporain de la date de tournage (0:02:04)
  - La Renault 25 rouge conduite par Mehdi est une phase 2 commercialisée en 1988, la scène se déroule normalement en 1984  (0:06:45)
  - Les draps de l'hôpital dans lequel séjourne Manu affichent l'année 2006, alors que la scène se déroule normalement en 1985 (séquence à 1:02:00)
  - Une Renault Twingo I est garée dans la rue, or la voiture n'a été commercialisée qu'en 1993 (1:21:30)
  - L'hélicoptère qui décolle est un EC135, commercialisé à partir de 1996 (1:48:30)
  - On voit dans une séquence un four à micro-ondes très moderne alors qu'à cette époque, les fours à micro-ondes étaient rares et énormes.
  - Lorsque Mehdi regarde le défilé militaire du 14 juillet à la télévision, le 15ème régiment du Génie n'était pas présent en 1984.